# سرخده (دامغان)
سرخده، روستایی است از توابع بخش مرکزی شهرستان دامغان در استان سمنان ایران. 

## جمعیت
این روستا از توابع دهستان رودبار است و بر پایهٔ سرشماری ۱۳۹۵، جمعیت آن ۱۸۸ نفر (۳۶ خانوار) بوده‌است.

## شاعر سرخدهی
- نشاطی هزارجریبی